# NGC 6950
NGC 6950 é um aglomerado aberto na direção da constelação de Delphinus. O objeto foi descoberto pelo astrônomo William Herschel em 1784, usando um telescópio refletor com abertura de 18,6 polegadas. 